# 李定国 (1946年)
李定国（1946年—），汉族，中华人民共和国政治人物、第十一届全国政协委员。
加入九三学社，担任九三学社中央委员、上海市委副主委、上海市政协副秘书长，上海交通大学医学院附属新华医院消化科医师。2008年，当选第十一届全国政协委员，代表教育界，分入第四十二组。